# Вектор (молекулярна біологія)
У молекулярній біології та генетичній інженерії вектор — це генетична конструкція на базі молекули ДНК, яка дозволяє розмножувати цікавий дослідникам чи інженерам фрагмент ДНК, переносити його з однієї клітинної системи до іншої чи отримувати на його основі певний білок. Вектори зазвичай створюються з використанням природних мобільних молекул ДНК — плазмід та ДНК-вірусів. Молекулярнобіологічні вектори зазвичай являють собою кільцеві молекули ДНК.
Основними елементами комерційних векторів на початку XXI століття є точка початку реплікації (ориджин реплікації, ori), ген стійкості до антибіотиків (зазвичай їх два — для антибіотиків проти бактерій та проти евкаріотичних клітин), полілінкер, або місце для множинного клонування (англ. multiclonong site, MCS). Для експресійних векторів, які використовуються для напрацювання білка в певних клітинах, також потрібні промоторні послідовності, 3'-нетрансльована ділянка тощо.

## Види векторів
Для клонування невеликих послідовностей ДНК до 10-15 тисяч пар основ використовують плазмідні вектори. Для більших фрагментів використовують вектори на базі фагових ДНК — косміди та фазміди. Для клонування фрагментів ДНК понад 100 тисяч пар основ використовують штучні хромосоми бактерій (BAC) та дріжджів (YAC), а також штучні хромосоми людини (HAC).
Вірусні вектори створюються на основі вірусних ДНК з метою перенесення потрібної генетичної послідовностей до клітин тварин.

## Використання
У біотехнології вектори використовують для перенесення ДНК з одного організму до іншого з метою отримати потрібний білок. Так вакцина проти гепатиту B створена завдяки перенесенню вектором гена вірусного білка HBsAg у культуру дріжджів, з подальшим його напрацюванням там і виділенням. За допомогою векторів забезпечено напрацювання людського інсуліну в клітинній культурі кишкової палички. Також завдяки спеціальним векторам відбувається генетична трансформація рослин за допомогою агробактерії.
Створені також вакцини на основі ДНК-вектору, зокрема вакцина проти COVID-19 компанії «AstraZeneca» та аналогічна вакцина компанії «Johnson&Johnson». 